# Terpna subornata
Terpna subornata är en fjärilsart som beskrevs av W. Warren 1894. Terpna subornata ingår i släktet Terpna och familjen mätare. Inga underarter finns listade i Catalogue of Life.